# Antonio Pérez (filósofo)
Antonio Pérez (Puente la Reina, 19 de marzo de 1599 – Corral de Almaguer, Toledo, 2 de marzo de 1649) fue un teólogo y jesuita español. Fue apellidado «admirabilis», y su colega romano, Sforza Pallavicino, lo valoraba como no inferior a ninguno de los mayores talentos que había conocido.

## Biografía
Entró en el noviciado de los jesuitas el 19 de marzo de 1613. Fue profesor de Filosofía y de Teología en Salamanca. Desde esta universidad pasó al Collegio Romano, actual Pontificia Universidad Gregoriana de Roma. Escribió varios libros, comentarios de la Suma teológica de Santo Tomás de Aquino, editados en Roma y Lyon. Tuvo dificultades por su doctrina sobre el acto de fe.  La situación llegó al extremo de buscarle (sin saberlo él) un sucesor en el también navarro Martin de Esparza Artieda. Pérez defendió su actuación en un escrito al superior general de la Compañía de Jesús, en el que se armonizan plenamente la sumisión a sus superiores con un vigoroso raciocinio. El superior general Vincenzo Carafa decidió su vuelta a España, y de camino le sorprendió la muerte. La fecha de su fallecimiento no es segura, se duda si fue el 27 de febrero o el 2 de marzo de 1649.

## Pensamiento filosófico
Su aportación más original, en la línea de los grandes tratadistas de justitia et jure, y en especial en la de Juan de Lugo, la realizó en la doctrina del derecho subjetivo o sobre lo que es suyo (la «suitas», decía Lugo) y de lo que se puede disponer en libertad y en el respeto de la libertad ajena. Aquí fundaban el derecho a la propiedad intelectual, los derechos de autor, incluso en un religioso con voto de pobreza. No fueron, por tanto, los filósofos de la Ilustración los que primero plantearon este tema. La agudeza y profundidad intelectual de Pérez dio pretexto a que se le tachase de oscuridad en sus explicaciones, negada por otros discípulos. Como elogio/censura se decía que actuaba más como maestro de profesores que como formador de incipientes.

## Obras
- De Deo uno. Roma. 1656.
- De Iustitia et Iure et de Poenitentia. Roma. 1668.
- In II et III Partem d. Thomae. Lyon. 1669.
- Mss de materias teológicas en las bibliotecas de Roma (Angelica y APUG), París y Santiago de Compostela.